# Pulau Taliabu
Pulau Taliabu (deutsch Taliabuinsel) ist ein indonesischer Regierungsbezirk (Kabupaten) in der indonesischen Provinz Maluku Utara. Mitte 2022 leben hier 63.231 Menschen auf fast 3.000 Quadratkilometer Fläche. Regierungssitz ist Bongo im Westen der Insel.

## Geographie
Der Regierungsbezirk besteht aus der Inseln Taliabu und 20 weiteren Inseln im äußersten Westen der Provinz Maluku Utara. Die meisten Inseln finden sich im westlichsten Kecamatan Taliabu Barat Laut (7); dem Kecamatan Tabona und dem benachbarten Taliabu Timur Selatan wurden keine Inseln zugeordnet. Der Kabupaten erstreckt sich zwischen 1°31′ und 2°33′ s. Br. sowie zwischen 124°06′ und 126°36′ ö. L. Im Norden bildet die Molukkensee, im Süden die Bandasee eine natürlich Grenze. Die Capalulustraße (Selat Capalulu) trennt im Osten den Kabupaten von der Insel Sula. Im Westen sind es nur zwölf Kilometer über die Banggaistraße (Selat Banggai) zur Insel Masoni in der Nachbarprovinz Sulawesi Tengah.

## Verwaltungsgliederung
Der Regierungsbezirk Pulau Taliabu gliedert sich in acht Distrikte (Kecamatan) mit 71 Dörfern (Desa). 
| Code 1   | Kecamatan Distrikt      | Ibu Kota Verwaltungssitz | Fläche (km²) | Einwohner Census 2010 2 | Volkszählung 2020 | Volkszählung 2020 | Volkszählung 2020 | Anzahl der Dörfer (Desa) | Anzahl der Dörfer (Desa) |
| Code 1   | Kecamatan Distrikt      | Ibu Kota Verwaltungssitz | Fläche (km²) | Einwohner Census 2010 2 | Einwohner 3       | 0Dichte 40        | Sex Ratio 5       | Anzahl der Dörfer (Desa) | Anzahl der Dörfer (Desa) |
| -------- | ----------------------- | ------------------------ | ------------ | ----------------------- | ----------------- | ----------------- | ----------------- | ------------------------ | ------------------------ |
| 82.08.01 | Taliabu Barat           | Nggele                   | 95,03        | 9.027                   | 4.813             | 50,7              | 101,3             | 5                        |                          |
| 82.08.02 | Taliabu Barat Laut      | Bobong                   | 311,11       | 4.079                   | 14.196            | 45,6              | 103,0             | 13                       |                          |
| 82.08.03 | Lede                    | Lede                     | 132,53       | 5.977                   | 7.709             | 58,2              | 112,0             | 5                        |                          |
| 82.08.04 | Taliabu Utara           | Gela                     | 305,67       | 10.880                  | 13.194            | 43,2              | 105,3             | 19                       |                          |
| 82.08.05 | Taliabu Timur           | Samuya                   | 242,62       | 3.542                   | 3.192             | 13,2              | 108,2             | 4                        |                          |
| 82.08.06 | Taliabu Timur Selatan00 | Losseng                  | 221,85       | 5.066                   | 4.440             | 20,0              | 107,4             | 9                        |                          |
| 82.08.07 | Taliabu Selatan         | Pencado                  | 132,66       | 8.738                   | 7.258             | 54,7              | 104,7             | 9                        |                          |
| 82.08.08 | Tabona                  | Tabona                   | 66,33        | –00                     | 3.245             | 48,9              | 113,2             | 7                        |                          |
| 82.08    | Pulau Taliabu           | Pulau Taliabu            | 1.507,77     | 47.309                  | 58.047            | 38,5              | 105,9             | 71                       |                          |

Obwohl 2010 der Kabupaten Pulau Taliabu noch nicht existierte, wurden die Einwohnerdaten von 2010 zu Vergleichszwecken hinzugefügt. 

## Geschichte
Der Regierungsbezirk entstand am 11. Januar 2013 durch Ausgliederung von acht Distrikten (Kecamatan) aus dem westlich benachbarten Bezirk Kepulauan Sula.  Dieser Bezirk gab hierbei etwa 30 Prozent seiner Fläche (1.469,93 von 4.774,25 km²) und ebenso 30 Prozent seiner Bevölkerung (2012: 56.135 von 189.381) an den Regierungsbezirk Pulau Taliabu ab.

## Demographie
Zur Volkszählung im September 2020 (indonesisch Sensus Penduduk - SP2020) lebten im Regierungsbezirk Pulau Taliabu 58.047 Menschen, davon 28.188 Frauen (48,56 %) und 29.859 Männer (51,44 %). Gegenüber dem letzten Census (2010) sank der Frauenanteil um 0,21 %.
Mitte 2022 waren 79,38 % der Einwohner Moslems und 20,61 Prozent der Einwohner Christen (11.670 Protestanten / 1.364 Katholiken).
67,96 Prozent oder 42.970 Personen gehörten zur erwerbsfähigen Bevölkerung (15–64 Jahre); 27,92 % waren Kinder und 4,13 % im Rentenalter. Von der Gesamtbevölkerung waren Mitte 2022 51,94 (41,98) % ledig, 45,31 (54,70) % verheiratet, 0,44 (0,53) % geschieden und 2,31 (2,79) % verwitwet. Die geklammerten Kursivzahlen geben den Anteil bezogen auf die Bevölkerung über 10 Jahre an (52.376). Im Jahr 2020 war der HDI-Index mit 60,48 der niedrigste der Provinz.